# Peraspalax talpoides
Peraspalax talpoides és una espècie extinta de mamífer driolèstide de la família dels driolèstids que visqué en allò que avui en dia són les illes Britàniques durant el Cretaci inferior, fa entre 139,1 i 141 milions d'anys. Se n'han trobat restes fòssils a la formació de Lulworth (Regne Unit). Es tracta de l'única espècie del gènere Peraspalax.